# Detmar Wilhelm Soemmerring

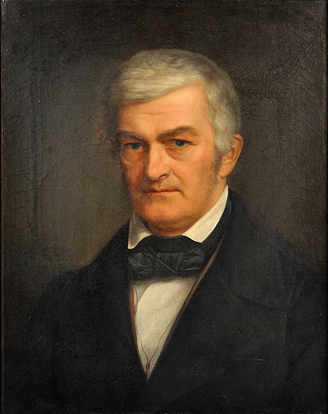
Porträt des Detmar Wilhelm Soemmerring, Gemälde von Carl Friedrich von Stralendorff

Detmar Wilhelm Soemmerring (* 27. Juni 1793 in Frankfurt am Main; † 14. August 1871 ebenda) war ein deutscher Arzt.

## Leben
Soemmerring wurde 1793 als Sohn von Samuel Thomas von Soemmerring und der Malerin und Kupferstecherin Margarethe Elisabeth Soemmerring geboren. Nachdem seine Mutter 1802 verstorben war, wurde Carl Ritter, der bei einer befreundeten Familie arbeitete, dessen Erzieher. 1811 reiste Ritter mit Soemmerring und einem weiteren Schüler nach Genf, um sie dort weiter auszubilden. Bereits 1812 ging Soemmerring nach Göttingen, um dort Medizin zu studieren. 1816 verfasste er dort seine Promotionsschrift über die Anatomie des Auges. Nach abgeschlossenem Studium hielt er sich einige Zeit bei seinem Vater in München auf und veröffentlichte dort zwei wissenschaftliche Abhandlungen. Ab 1819 arbeitete er als Arzt in Frankfurt. Besonders seine Fähigkeiten als Augenarzt waren häufig gefragt. Bis zu seinem Tod 1871 lebte er in Frankfurt.
Er beteiligte sich aktiv am wissenschaftlichen Leben in Frankfurt, so war er etwa 1824 Mitbegründer des Physikalischen Vereins und arbeitete bei der Dr. Senckenbergischen Stiftung.
1828 wurde er zum Mitglied der Leopoldina gewählt.
Soemmerring hatte die Tochter des Arztes Karl Wenzel geheiratet. Gemeinsam hatten sie einen Sohn, Karl Soemmerring, der als Architekt tätig war. Sein einziger Enkel Adolph Soemmerring verstarb 1885 kinderlos als Student.
Soemmerring war ebenso wie sein Vater künstlerisch begabt und zeichnete Bilder für seine eigenen Veröffentlichungen.

## Werke (Auswahl)
- Untersuchungen mit Blausäure und dem ätherischen Oel der bittern Mandeln getödteter Thiere, München
- Versuche über die Schwefelblausäure mit Beziehung auf die Mekonsäure und das Morphium, München, zusammen mit A. Vogel
- Beobachtungen über die organischen Veränderungen im Auge nach Staaroperationen, Frankfurt, 1828, eingeschränkte Vorschau in der Google-Buchsuche
- Historischen Notizen über die Erfindung des Telegraphen, 1863, eingeschränkte Vorschau in der Google-Buchsuche
- Gedenkschrift zur Säcularfeier der Dr. Senckenbergischen Stiftung am 18. August 1863, enthaltend S. Th. v. Sömmerring’s Abbildung des Karpfengehirns
- Ab 1860 verschiedene Beiträge für die Zeitschrift Der Zoologische Garten